# My Life (álbum de Mary J. Blige)
| Críticas profissionais        | Críticas profissionais |
| Avaliações da crítica         | Avaliações da crítica  |
| Fonte                         | Avaliação              |
| ----------------------------- | ---------------------- |
| Allmusic                      | [ 1 ]                  |
| Robert Christgau              | hm3                    |
| Entertainment Weekly          | (B)                    |
| NME                           | (7/10)                 |
| The Rolling Stone Album Guide | [ 5 ]                  |

My Life é o segundo álbum de estúdio da cantora norte-americana Mary J. Blige, lançado em 28 de Novembro de 1994 pela Uptown em parceria com a MCA Records. As seções de gravação do álbum começaram no outono de 1993 (no hemisfério sul seria na primavera) e terminaram quase um ano depois. Muitos dos tópicos de My Life lidam com depressão, a luta de Blige contra o álcool e as drogas e com um relacionamento abusivo. Assim como seu álbum de estréia What's the 411?, My Life contou com uma vasta produção de Puff Daddy, que providenciou um estilo mais hip hop ao álbum.
Considerado seu primeiro álbum de sucesso, My Life se tornou seu segundo álbum a atingir o top 10 da Billboard 200, chegando ao número sete. O álbum foi nomeado no Grammy Awards de 1996 para Melhor Álbum de R&B, mas perdeu para o CrazySexyCool de TLC, enquanto que em Dezembro do mesmo ano, o álbum foi certidicado 3x platina pela RIAA, pelo excesso de envios de mais de três milhões de cópias.
Embora tenha recebido críticas médias quando foi lançado, a recepção do álbum com os críticos tem melhorado com o passar do tempo, com alguns considerando-o um dos melhores álbuns de todos os tempos. Em 2002, a revista Blender classificou My Life como o 57º melhor álbum americano de todos os tempos. Em 2003, a Rolling Stone o escolheu como o 279º na lista dos melhores álbum de todos os tempos, e em 2006 a revista Time o incluiu na lista dos 100 melhores álbuns da história.

## Gravação
Seguindo o sucesso de seu álbum de estréia What's the 411? e uma versão remix em 1993, Blige foi para o estúdio no outono para gravar seu segundo álbum, My Life. O álbum foi um sucesso para Blige, que na época estava com depressão, lutando contra o vício em álcool e drogas e também com um relacionamento abusivo com o cantor K-Ci Hailey, o que foi reportado em vários tablóides. A produção do álbum conta primeiramente com samples de artistas de soul como Curtis Mayfield, Roy Ayers, Al Green, Marvin Gaye e Rick James.

## Desempenho nas paradas musicais
Em sua semana de lançamento, My Life estreou na sétima posição da Billboard 200 americana e no topo da parada musical Top R&B/Hip-Hop Albums, onde permaneceu durante oito semanas sem precedentes. O álbum vendeu 231,000 cópias em sua primeira semana. Em última análise, passou 46 semanas na Billboard 200 e 84 semanas na Top R&B/Hip-Hop Albums. O álbum também alcançou o número 37 no Canadá, e o número 59 no Reino Unido. Em 13 de Dezembro de 1995, My Life recebeu três discos de platina da Recording Industry Association of America (RIAA), por envios de três milhões de cópias nos Estados Unidos.

## Lista de faixas
| My Life — Edição padrão |                                  |                                                               |                                                                    |         |  |
| N.º                     | Título                           | Compositor(es)                                                | Produtor(es)                                                       | Duração |  |
| 1.                      | "Intro"                          | Mary J. Blige                                                 | Chucky Thompson Sean "Puffy" Combs                                 | 1:04    |  |
| 2.                      | "Mary Jane (All Night Long)"     | Rick James Blige                                              | Thompson Combs                                                     | 4:39    |  |
| 3.                      | "You Bring Me Joy"               | Blige Joel "JoJo" Hailey                                      | Thompson (music) Combs (music) Hailey (vocals)                     | 4:13    |  |
| 4.                      | "Marvin Interlude"               | Blige                                                         | Thompson Combs                                                     | 0:36    |  |
| 5.                      | "I'm the Only Woman"             | Blige                                                         | Thompson Combs                                                     | 4:30    |  |
| 6.                      | "K. Murray Interlude"            | Keith Murray Thompson Combs Nashiem Myrick                    | Myrick Thompson Combs                                              | 0:22    |  |
| 7.                      | "My Life"                        | Blige Arlene DelValle Thompson Combs                          | Thompson Combs                                                     | 4:17    |  |
| 8.                      | "You Gotta Believe"              | Blige Big Bub Faith Evans Cedric "K-Ci" Hailey Thompson Combs | Herb Middleton Thompson Combs                                      | 5:02    |  |
| 9.                      | "I Never Wanna Live Without You" | Blige Big Bub Evans Thompson Combs Middleton                  | Middleton Thompson Combs                                           | 6:17    |  |
| 10.                     | "I'm Goin' Down"                 | Norman Whitfield                                              | Thompson Combs Prince Charles Alexander [a] Mark "Led" Ledford [a] | 3:42    |  |
| 11.                     | "My Life Interlude"              | Blige Big Bub Thompson Combs                                  | Thompson Combs                                                     | 1:15    |  |
| 12.                     | "Be with You"                    | Blige Thompson Combs                                          | Thompson Combs                                                     | 4:26    |  |
| 13.                     | "Mary's Joint"                   | Blige Combs Thompson                                          | Thompson Combs                                                     | 5:02    |  |
| 14.                     | "Don't Go"                       | Blige Big Bub Evans Combs Thompson                            | Thompson Combs                                                     | 4:59    |  |
| 15.                     | "I Love You"                     | Blige Combs                                                   | Thompson Combs                                                     | 4:31    |  |
| 16.                     | "No One Else"                    | K-Ci Hailey                                                   | Mr. Dalvin                                                         | 4:15    |  |
| 17.                     | "Be Happy"                       | Blige DelValle Combs Jean-Claude Olivier                      | Combs Poke                                                         | 5:49    |  |

| My Life — Edição internacional (faixa bônus) |                                           |                                       |              |         |  |
| N.º                                          | Título                                    | Compositor(es)                        | Produtor(es) | Duração |  |
| 18.                                          | "(You Make Me Feel Like) A Natural Woman" | Gerry Goffin Carole King Jerry Wexler | James Mtume  | 2:56    |  |

| My Life — Edição comemorativa de 25 anos (disco bônus) |                                                           |                                                                |                                          |         |  |
| N.º                                                    | Título                                                    | Compositor(es)                                                 | Produtor(es)                             | Duração |  |
| 1.                                                     | "Mary Jane (All Night Long)" (Remix) (part. de LL Cool J) | James Blige                                                    | Combs Thompson                           | 5:31    |  |
| 2.                                                     | "I'm Goin' Down" (Remix) (part. de Mr. Cheeks)            | Whitfield                                                      | Thompson Combs Alexander [a] Ledford [a] | 3:50    |  |
| 3.                                                     | "I Love You" (Remix) (part. de Smif-N-Wessun)             | Blige Combs                                                    | Thompson Combs                           | 4:55    |  |
| 4.                                                     | "Be Happy" (Bad Boy Butter Remix)                         | Blige (Lyrics) DelValle (Lyrics) Combs (Music) Olivier (Music) | Combs Poke                               | 4:44    |  |
| 5.                                                     | "Be Happy" (Ron G Remix)                                  | Blige (Lyrics) DelValle (Lyrics) Combs (Music) Olivier (Music) | Combs Poke                               | 3:42    |  |
| 6.                                                     | "(You Make Me Feel Like) A Natural Woman"                 | Goffin King Wexler                                             | Mtume                                    | 2:56    |  |

## Paradas musicais
| Parada musical (1994-95)           | Melhor posição |
| ---------------------------------- | -------------- |
| Canadian Albums Chart              | 37             |
| UK Albums Chart                    | 59             |
| E.U.A Billboard 200                | 7              |
| E.U.A Billboard R&B/Hip-Hop Albums | 1              |

## Aclamações
| Publicação           | País           | Aclamação                                       | Ano  | Posição |
| -------------------- | -------------- | ----------------------------------------------- | ---- | ------- |
| Blender              | Estados Unidos | The 100 Greatest American Albums of All time    | 2002 | 57      |
| Entertainment Weekly | Estados Unidos | The 100 Best Albums from 1983 to 2008           | 2008 | 70      |
| Rolling Stone        | Estados Unidos | 50 Essential Female Albums                      | 2002 | 17      |
| Rolling Stone        | Estados Unidos | The 100 Greatest Albums of the 90s              | 2010 | 63      |
| Rolling Stone        | Estados Unidos | The 500 Greatest Albums of All Time             | 2003 | 279     |
| Rolling Stone        | Estados Unidos | The Essential Recordings of the 90s             | 1999 | *       |
| Time                 | Estados Unidos | Top 100 Albums of All Time                      | 2006 | *       |
| Vibe                 | Estados Unidos | 100 Essential Albums of the 20th Century        | 1999 | *       |
| Vibe                 | Estados Unidos | 150 Albums That Define the Vibe Era (1992-2007) | 2007 | *       |
| The Rough Guide      | Estados Unidos | Soul: 100 Essential CDs                         | 2000 | *       |
| The New Nation       | Reino Unido    | Top 100 Albums by Black Artists                 |      | 38      |
| FNAC                 | França         | The 1000 Best Albums of All Time                | 2008 | 862     |